# Episodi di Stadtklinik (decima stagione)
La decima stagione della serie televisiva Stadtklinik è stata trasmessa in anteprima in Germania dalla RTL tra il 5 settembre 1999 e il settembre 2000.
| nº | Titolo originale     | Titolo italiano | Prima TV Germania | Prima TV Italia |
| -- | -------------------- | --------------- | ----------------- | --------------- |
| 1  | Lebensmüde           | inedito         | 5 settembre 1999  | inedito         |
| 2  | Mutterschmerz        | inedito         | 12 settembre 1999 | inedito         |
| 3  | Der Vagabund         | inedito         | 19 settembre 1999 | inedito         |
| 4  | Irrungen, Wirrungen  | inedito         | 26 settembre 1999 | inedito         |
| 5  | Sterblich            | inedito         | 3 ottobre 1999    | inedito         |
| 6  | Die Verleumdung      | inedito         | 10 ottobre 1999   | inedito         |
| 7  | Heldentum            | inedito         | 17 ottobre 1999   | inedito         |
| 8  | Die Feministin       | inedito         | 24 ottobre 1999   | inedito         |
| 9  | Das verstorbene Kind | inedito         | 1º novembre 1999  | inedito         |
| 10 | Die Entscheidung     | inedito         | 7 novembre 1999   | inedito         |
| 11 | Der Workaholic       | inedito         | 19 luglio 2000    | inedito         |
| 12 | Die Scheidung        | inedito         | 26 luglio 2000    | inedito         |
| 13 | Die Sucht            | inedito         | 2 agosto 2000     | inedito         |
| 14 | Bedrängnis           | inedito         | 9 agosto 2000     | inedito         |
| 15 | Die Eltern           | inedito         | 16 agosto 2000    | inedito         |
| 16 | Der Streik           | inedito         | 23 agosto 2000    | inedito         |
| 17 | Die Vermutung        | inedito         | 30 agosto 2000    | inedito         |
| 18 | Die Pille            | inedito         | 6 settembre 2000  | inedito         |
| 19 | Der Mord             | inedito         | settembre 2000    | inedito         |